# Banco Payaguá
Banco Payaguá (Campo Goretta) es una localidad argentina del departamento Laishí, en la provincia de Formosa. Se halla recostada sobre la margen derecha de un brazo del río Paraguay.
Se encuentra a unos 76 km al sur de la ciudad de Formosa, a través de la Ruta Nacional 11. Es un lugar muy visitado para practicar la pesca por su reconocida fama de "pescadero".
Desde el año 2012, se realiza en dicha Localidad el Festival de la Pesca Variada, en la cual compiten embarcaciones a motor y remo y donde se puede apreciar los buenos especímenes que ofrece el Riacho Payagua y Payaguai
Cuenta con dos escuelas, un centro de Salud, una dependencia policial.

## Población
Cuenta con 374 habitantes (Indec, 2010), lo que representa un incremento del 7,78% frente a los 347 habitantes (Indec, 2001) del censo anterior.
| Gráfica de evolución demográfica de Banco Payaguá entre 2001 y 2010 |
|                                                                     |
| Fuente: Censos nacionales del INDEC                                 |